# Antocha vitripennis
Antocha vitripennis là một loài ruồi trong họ Limoniidae. Chúng phân bố ở miền Cổ bắc.